# Квінт Фабій Максим Гург (консул 265 року до н. е.)
Квінт Фа́бій Макси́м Гург (лат. Quintus Fabius Maximus Gurges; ? — 265 до н. е.) — політичний, державний та військовий діяч Римської республіки, консул 265 року до н. е.

## Життєпис
Походив з впливового патриціанського роду Фабіїв. Син Квінта Фабія Максима Гурга, консула 292 та 276 років до н. е.
Про молоді роки його відомо замало. Пройшов посади еділа та претора. Служив в Іллірії та Епірі. У 265 році до н. е. його обрано консулом разом з Луцієм Мамілієм Вітулом. Цього часу почалося повстання проти римського панування в Етрурії. Квінт Фабій рушив з військом та взяв в облогу важливе місто Вольсінії, проте загинув під час спроби захопити це місто.

## Родина
- Квінт Фабій Максим Веррукоз, видатний учасник Другої Пунічної війни.
- Фабія, донька Тиберія Отацилія Красса.